# Heptoză
O heptoză este un tip de monozaharidă care conține șapte atomi de carbon. Heptozele pot fi clasificate, după tipul grupării carbonil, în aldoheptoze (gruparea de tip aldehidă, în poziția 1) și în cetoheptoze (grupare de tip cetonă, în poziția 2). Exemple de cetoheptoze sunt sedoheptuloza și manoheptuloza.